# Izatha blepharidota
Izatha blepharidota là một loài bướm đêm thuộc họ Oecophoridae. Nó là loài đặc hữu của New Zealand, ở đó nó is confined tới miền bắc half of the North Island.
Sải cánh dài 22.5–26 mm đối với con đực và 23–29 mm đối với con cái. Con trưởng thành bay từ tháng 11 đến tháng 4.
Larvae have been reared from nhánh chết của Pseudopanax crassifolius, thân chết của Ripogonum scandens, nhánh chết của Coriaria arborea và Kunzea ericoides chết.